# Serra das Abelhas
Serra das Abelhas är en bergskedja i Brasilien.   Den ligger i delstaten Santa Catarina, i den södra delen av landet, 1 200 km söder om huvudstaden Brasília.
I omgivningarna runt Serra das Abelhas växer i huvudsak städsegrön lövskog. Runt Serra das Abelhas är det glesbefolkat, med 13 invånare per kvadratkilometer.